# Sisauli
Sisauli es un pueblo y nagar Panchayat situado en el distrito de Muzaffarnagar en el estado de Uttar Pradesh (India). Su población es de 15091 habitantes (2011). 

## Demografía
Según el censo de 2011 la población de Sisauli era de 15091 habitantes, de los cuales 8146 eran hombres y 6946 eran mujeres. Sisauli tiene una tasa media de alfabetización del 73,30%, superior a la media estatal del 67,68%: la alfabetización masculina es del 82,38%, y la alfabetización femenina del 62,71%.